# Gitara flamenco

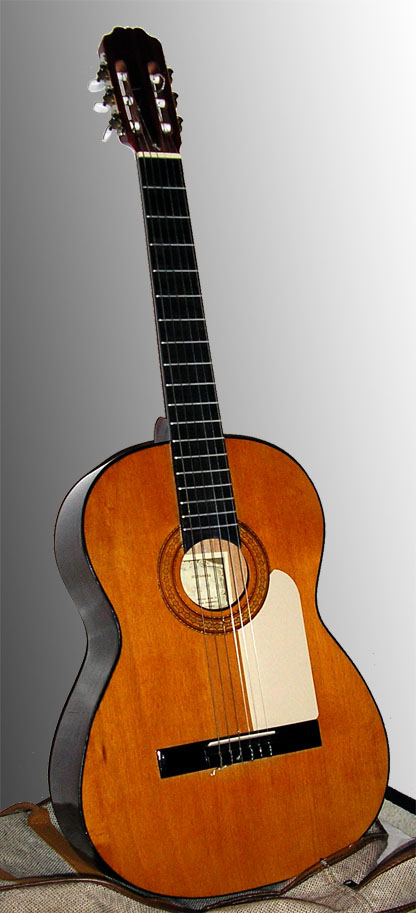
Klasyczna gitara flamenco z widocznym golpeadorem

Gitara flamenco (zwana też gitarą hiszpańską ze względu na kraj pochodzenia) – odmiana gitary klasycznej. Gitary flamenco są wytwarzane z drewna cyprysowego dlatego w odróżnieniu od gitar klasycznych są wykonane najczęściej w kolorach od jasnożółtego do pomarańczowego. Pudło jest nieznacznie większe i płytsze od pudła gitary klasycznej. Struny zawieszone są zazwyczaj bliżej progów niż w gitarze klasycznej, co ułatwia grę szybkich przebiegów i nadaje ostrzejsze brzmienie oraz efekt perkusyjny podczas grania akordów (obijanie się strun o progi). Elementem gitary flamenco jest golpeador, który pozwala na wykonywanie techniki golpe.